# Nicolae Tonitza
Nicolae Tonitza (Bârlad, 13 aprile 1886 – Bucarest, 26 febbraio 1940) è stato un pittore, giornalista e critico d'arte rumeno, precursore del modernismo nell'arte locale.

## Biografia
Nato a Bârlad, nel distretto di Vaslui, primo dei cinque figli di Anastasia e Neculai Toniță, frequenta la scuola primaria maschile nº 2 ed in seguito il ginnasio "Manolache K. Epureanu" di Bârlad. Lascia la città natale nel 1902 per seguire i corsi di pittura all'Accademia Nazionale di Belle Arti di Iași, dove ha come insegnanti Gheorghe Popovici ed Emanoil Bardasare. L'anno dopo visita l'Italia insieme ai studenti di archeologia dell'Università di Bucarest sotto la guida di Grigore Tocilescu. In questo periodo, insieme ad altri suoi colleghi, Tonitza dipinge l'esterno della chiesa di Grozești.
Nel 1908 parte per Monaco di Baviera, dove viene ammesso all'Accademia di Belle Arti (Königliche Bayerische Akademie der Bildenden Künste), nella classe del professore Hugo von Habermann. Espone alla Kunstverein, inizia a pubblicare caricature di carattere politico sulla rivista La formica ("Furnica") e scrive l'articolo L'importanza della critica d'arte ("Importanța criticii de artă") sulla rivista Arte rumena ("Arta Română"). I prossimi 3 anni li passa a Parigi, visitando gli atelier degli artisti ed eseguendo studi sui grandi dipinti. 
L'impressionismo, le conquiste degli post-impressionisti, e ancor di più, il modo "decorativo" di pensare, la composizione ed il fasto della belle époque influenzeranno in modo decisivo le sue scelte estetiche. Dipinge paesaggi, ritratti e composizioni che espone nel suo atelier a Montparnasse. Se da giovane si conforma allo stile dell'epoca, in seguito, il suo tocco personale lo porta alla sperimentazione.
Ritornato in Romania, esegue vari affreschi nelle chiese di Scorțeni, Siliște, Poeni e Văleni, insegna disegno al liceo militare e diventa editorialista del giornale Iaşul insieme a Cezar Petrescu. Nel 1913 sposa Ecaterina Climescu che li darà due figli, Catrina e Petru. 
Nel 1916 espone a Bucarest, insieme a Ștefan Dimitrescu, 94 fra dipinti e disegni.
Dopo l'entrata della Romania nel primo conflitto mondiale, arruolatosi nell'esercito rumeno, viene fatto prigioniero dai bulgari nella battaglia di Turtucaia e mandato nel lager di Kirjali. Qui si ammala di malaria e reumatismo, che lo segnerano fino alla fine dei suoi giorni.
Nel 1921, Tonitza allarga il suo orizzonte, dedicandosi alla pittura su ceramica ed organizzando una mostra; nello stesso anno si trasferisce a Vălenii de Munte e cessa di scrivere editoriali.
Partecipa alla Biennale di Venezia nel 1924 ed anno più tardi esce dall'associazione Arta Română per formare insieme a Francisc Șirato, Oscar Han e Ștefan Dimitrescu, il "Gruppo dei quattro" con i quali allestisce diverse mostre fino al 1934.
Considerato all'epoca "il più importante" pittore rumeno vivente, espone in varie metropoli europee: Barcellona (1929), Amsterdam (1930), Bruxelles (1935). Negli anni 1933 e 1934 parte per la Dobrugia insieme a Francisc Șirato, realizzando una serie di quadri e disegni di paesaggi di Balchik. Dopo la morte, nel 1940, viene omaggiato al Salone Ufficiale ("Salonul Oficial") e alla mostra della manifestazione "Luna Bucureștilor".

## Galleria d'immagini

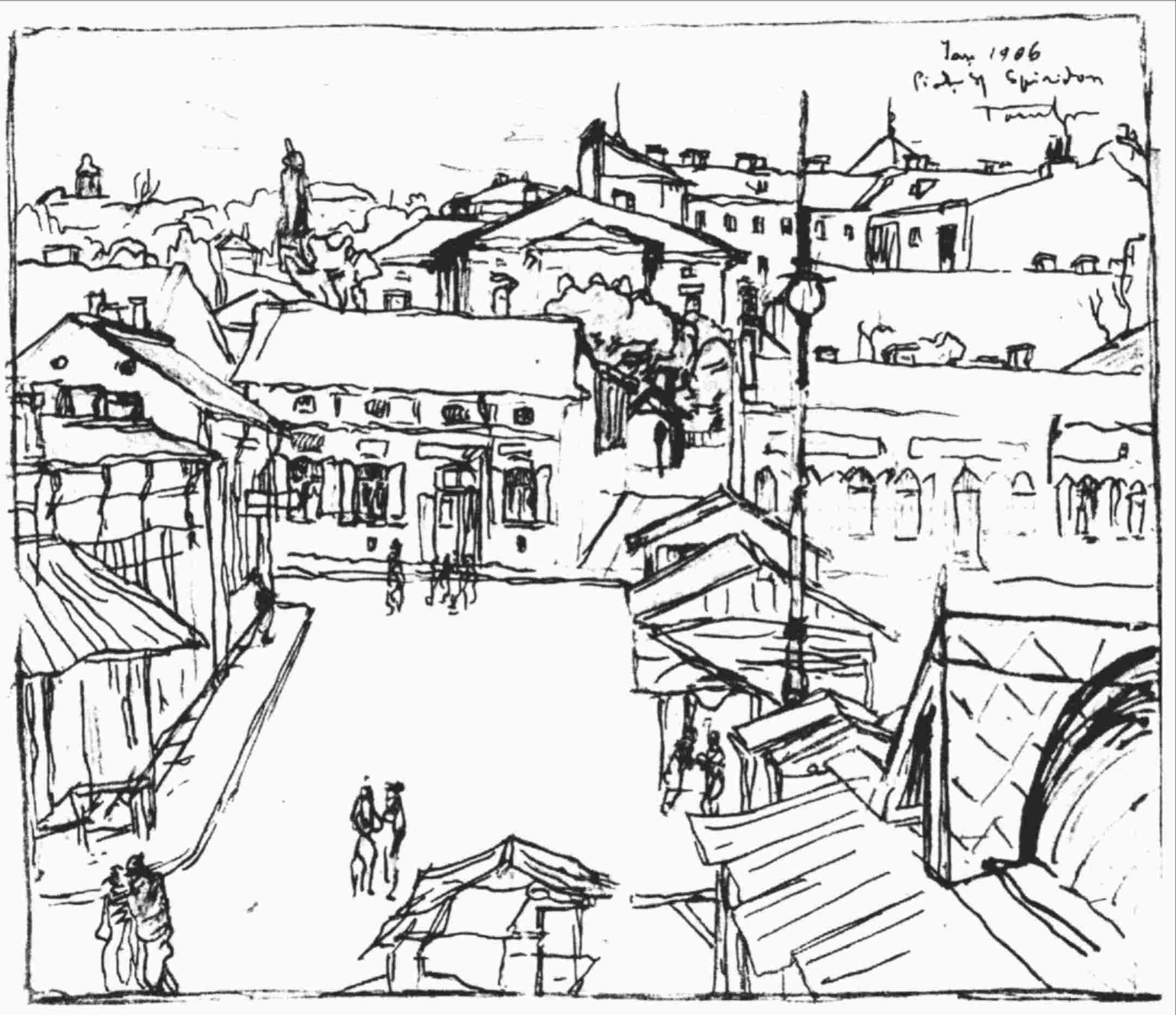
Piazza Sf. Spiridon in Iași, disegno (1906)
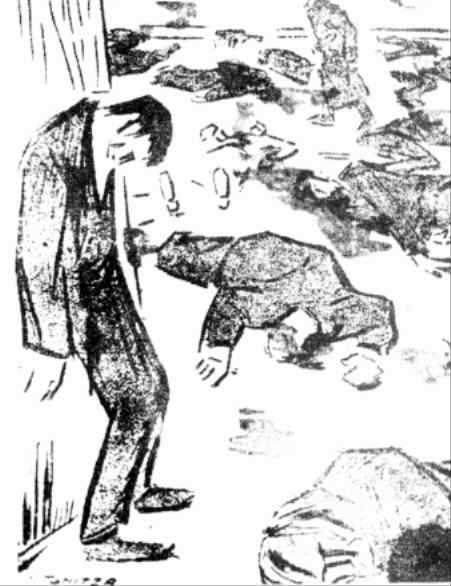
Tonitza 13 Dic 1918, disegno (1919)
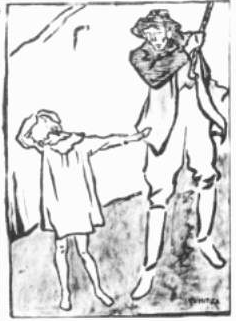
Orfano di guerra, disegno (1920)
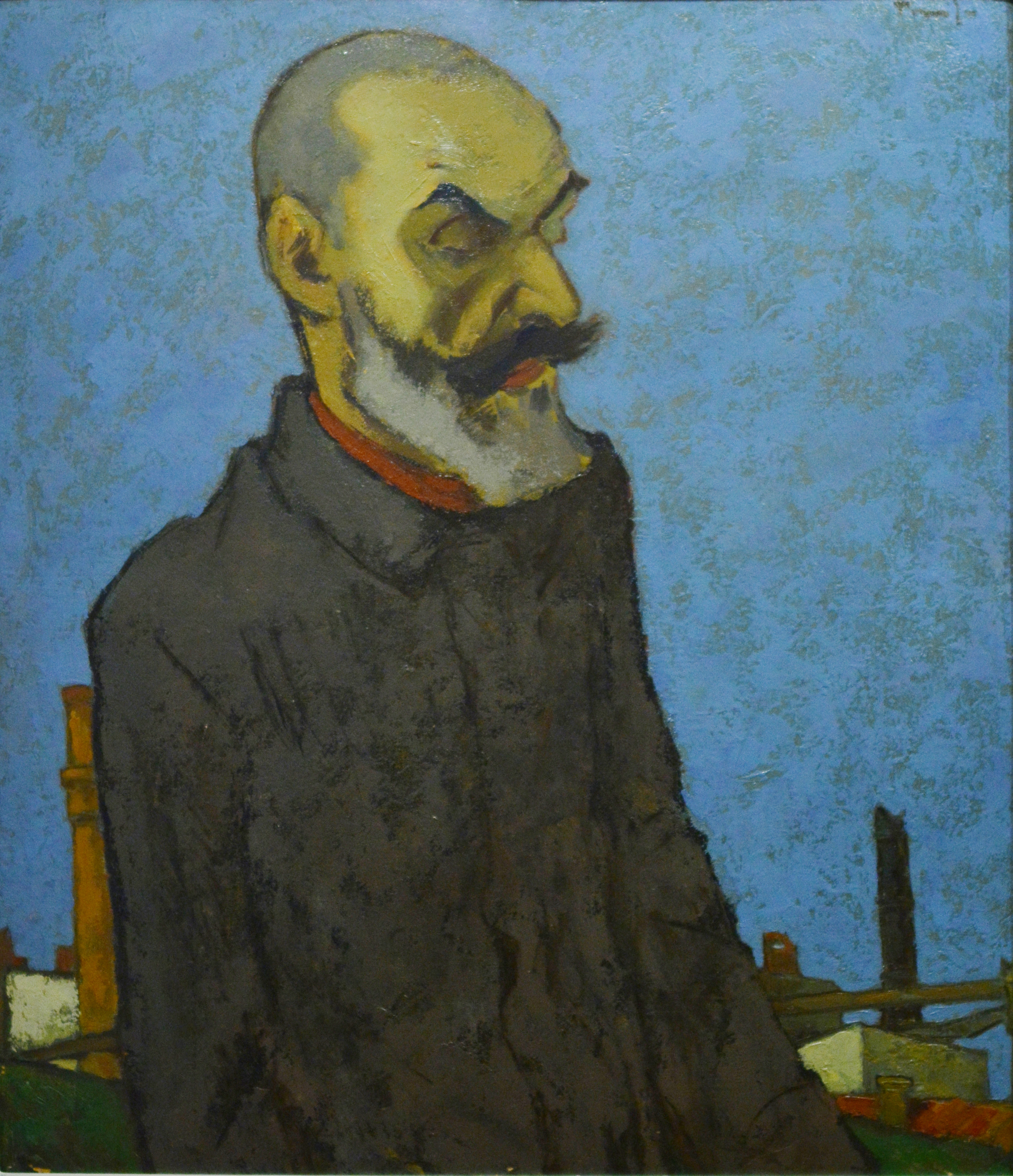
L'uomo del Mondo Nuovo, ritratto di Gala Galaction (1920)
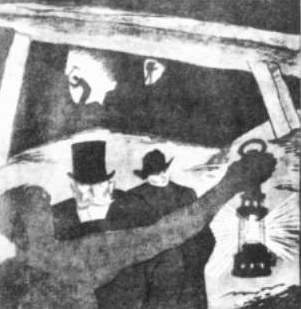
Tonitza e mio figlio, disegno (1922)
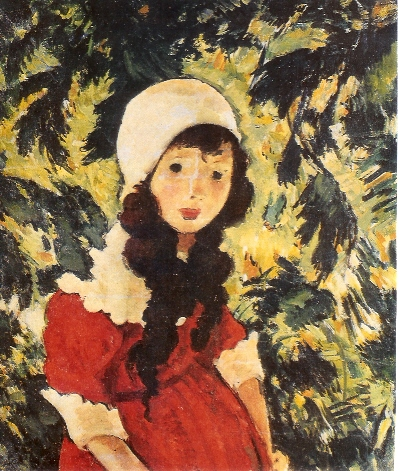
La figlia del forestale (1924)
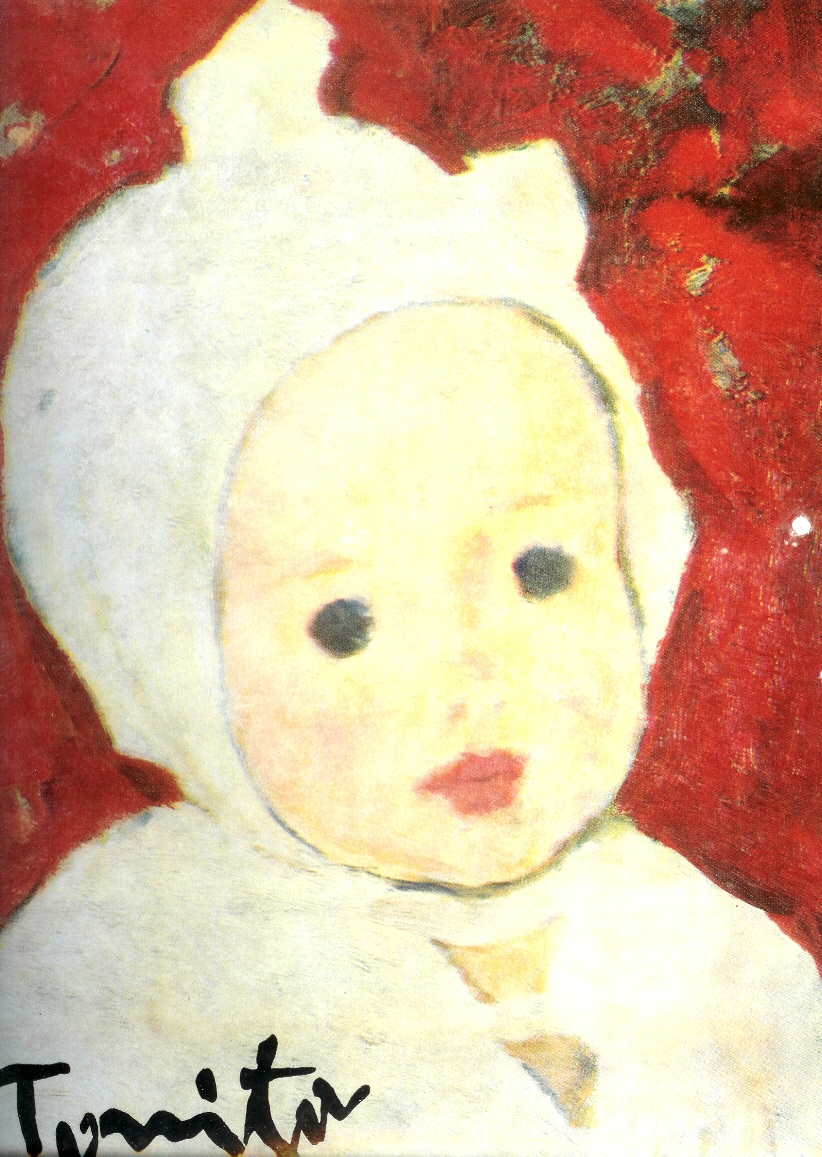
Ritratto di bambino (1926)
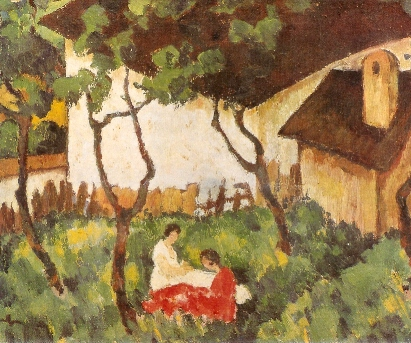
Giardino in Văleni (1926)